# Агадирское соглашение
Агадирское соглашение (араб. منطقة التجارة العربية الحرة الكبرى‎; англ. Agadir Agreement) — торгово-экономический союз арабских государств. Известно под названием GAFTA (Greater Arab Free Trade Area).

## История
Соглашение о создании зоны свободной торговли между Иорданией, Марокко, Египтом и Тунисом было подписано в 4-й день мухаррама  1425 года хиджры (25 февраля 2004 года) в марокканском городе Агадир.
Соглашение стало частью плана ЕС по развитию сотрудничества со странами Средиземноморья и вписалось в стратегию арабских стран, которые рассматривают создание региональной зоны свободной торговли как элемент плана создания «Большой арабской зоны свободной торговли» (Greater Arab Free Trade Area - GAFTA). Евросоюз выделил на поддержку проекта 4 млн. евро.

## Страны-участники

### Действительные члены GAFTA
Алжир
 Бахрейн
 Египет с 25 февраля 2004 года
 Иордания с 25 февраля 2004 года
 Ирак
 Йемен
 Катар
 Кувейт
 Ливан
 Ливия
 Марокко  с 25 февраля 2004 года
 ОАЭ
 Оман
 Государство Палестина
 Саудовская Аравия
 Сирия
 Судан
 Тунис с 25 февраля 2004 года

### Кандидаты в члены GAFTA
Джибути
 Коморы
 Мавритания
 Сомали